# Hannah Lux Davis
Hannah Lux Davis (Bellevue, 17 maggio 1986) è una regista statunitense di videoclip, nota per il suo lavoro con artisti come Ariana Grande, Demi Lovato, Nicki Minaj, Lil Wayne e Drake.

## Biografia
Alle scuole superiori le è stato diagnosticato l’exoforia, che ha ostacolato la sua capacità di leggere e scrivere. A 18 anni si è trasferita a Los Angeles dove si è iscritta alla New York Film Academy e alla Los Angeles Film Academy un anno dopo. Per i suoi progetti finali ha realizzato video musicali, decidendo di intraprendere una carriera in questo ambito. Si è laureata nel 2006. Per un periodo ha lavorato come truccatrice sui set dopo aver frequentato la Cinema Makeup School e ha iniziato a realizzare video musicali utilizzando il suo denaro. Il primo video per il quale è stata pagata è stato nel 2010 per i Twin Atlantic. Nel 2017 ha diretto anche il documentario Demi Lovato: Simply Complicated.
Tra le sue influenze ha citato Floria Sigismondi e Sophie Muller.

## Videografia
- The Crow & the Butterfly (2010)
- Witness (2010)
- Hello Fascination (2010)
- Dancing with a Broken Heart (2012)
- Oath (2012)
- With Ur Love (2013)
- Love Me (2013)
- I'm Out (2013)
- Better Together (2013)
- Vacation (2013)
- Marry Me (2013)
- 23 (2013)
- Good Time (2013)
- 2 On (2014)
- On My Way (2014)
- Come Alive (2014)
- Bang Bang (2014)
- Burnin' Up (2014)
- Love Me Harder (2014)

- Can't Stop Dancin' (2014)
- Only (2014)
- I Bet (2015)
- Peaches N Cream (2015)
- I'm Gonna Show You Crazy (2015)
- Sparks (2015)
- High Off My Love (2015)
- Flashlight (2015)
- Hey Mama (2015)
- The Night Is Still Young (2015)
- Cool for the Summer (2015)
- Love Myself (2015)
- Focus (2015)
- Stand by You (2015)
- Bang My Head (2015)
- Gold (2016)
- Me Too (2016)
- Into You (2016)
- This One's for You (2016)
- Superlove (2016)

- Side to Side (2016)
- That's My Girl (2016)
- Body Moves (2016)
- Telepathy (2016)
- Bad Things (2016)
- I'm a Lady (2017)
- No Promises (2017)
- Most Girls (2017)
- Power (2017)
- Sorry Not Sorry (2017)
- For You (2018)
- Capital Letters (2018)
- Friends (2018)
- I Believe (2018)
- Alone (2018)
- 2002 (2018)
- Almost Love (2018)
- Don't Leave Me Alone (2018)
- Breathin (2018)
- Perfect (2018)

- Say My Name (2018)
- Thank U, Next (2018)
- 7 Rings (2019)
- Break Up with Your Girlfriend, I'm Bored (2019)
- Rainbow (2019)
- Thinkin Bout You (2019)
- Nightmare (2019)
- Boyfriend (2019)
- Don't Call Me Angel (2019)
- Birthday (2020)
- Say So (2020)
- I Love Me (2020)
- Let's Love (2020)
- Bite Me (2021)
- Guess I'm a Liar (2021)
- Fools Gold (2021)
- Good Ones (2021)
- When I'm Gone (2022)

- Closer (2022)
- All 4 Nothing (I'm So in Love) (2022)
- Kids Are Born Stars (2022)
- Stranger (2022)
- Bruises (2023)
- Baby Don't Hurt Me (2023)
- Barbie World (2023)
- Agora Hills (2023)
- Deeper Well (2024)
- Doo Doom Chit (2024)
- Puntería (2024)
- It's OK I'm OK (2024)

## Filmografia
- 2017 - Demi Lovato: Simply Complicated
- 2019 - Alex Morgan: The Equalizer
- 2021 - Demi Lovato: Dancing with the Devil